# Thomas Bruns (Fußballspieler)
Thomas Bruns (* 7. Januar 1992 in Wierden, Overijssel) ist ein niederländischer Fußballspieler. Seit 2022 steht er bei Heracles Almelo unter Vertrag.

## Karriere
Bruns spielte in der Jugend für SV Omhoog und seit 2003 in der Jugendakademie des FC Twente in Enschede. In der Winterpause der Saison 2010/11 wechselte der Allround-Mittelfeldakteur zum Ehrendivisionär Heracles nach Almelo, wo er zunächst in der zweiten Mannschaft Jong Heracles Almelo eingesetzt wurde. Am 9. April 2011 gab er sein Debüt in der höchsten Spielklasse, als er beim 6:2-Sieg über Willem II in Tilburg zehn Minuten vor Spielende für Everton eingewechselt wurde. Es blieb jedoch in dieser Spielzeit sein einziger Eredivisie-Einsatz.
In der Hinrunde der Saison 2011/12 kam Bruns zu sechs Kurzeinsätzen als Einwechselspieler; erst in der Rückrunde, am 18. Februar 2012, stand er gegen Roda JC Kerkrade erstmals in der Startformation von Trainer Peter Bosz. Sein erstes Pflichtspieltor erzielte Bruns für Heracles am 22. März 2012 im Halbfinale des Pokalwettbewerbs bei AZ in Alkmaar. Er wurde in der 106. Minute der Verlängerung beim Stand von 2:2 für Mittelstürmer Samuel Armenteros eingewechselt und markierte vier Minuten später den vorentscheidenden Treffer zum 3:2; anschließend gab er auch die Vorlage zum 4:2 durch den ebenfalls eingewechselten Ninos Gouriye.
Spielte Bruns zunächst eher links oder zentral im Mittelfeld – die offensive Rolle gefällt ihm selbst am besten –, wechselte er im Lauf der Hinrunde 2012/13 auf die rechte Seite, wo er meist in einer 3-4-3-Formation im Mittelfeld oder im 4-3-3-System auch als rechter Mann in der Viererkette eingesetzt wird.
Im April 2017 wurde sein Wechsel zur Saison 2017/18 zum Ligakonkurrenten Vitesse Arnheim vereinbart. Insgesamt bestritt er 175 Ligaspiele für Almelo mit 24 Toren, 18 Pokalspiele mit 2 Toren, 4 ligainterne Qualifikationsspiele bezüglich des Europapokals mit 2 Toren und zwei Europapokal-Spiele.
In der Saison 2017/18 bestritt er 29 von 34 möglichen Ligaspielen für Arnheim, in denen er drei Tore schoss, ein Pokalspiel, fünf Spiele im Europokal, drei ligainterne Qualifikationsspiele und das Spiel um den niederländischen Superpokal (Johan-Cruyff-Schale). In der nächsten Saison bestritt er 8 von 17 möglichen Ligaspielen für Arnheim, ein Pokalspiel und drei Europapokal-Spiele.
Ende Dezember 2017 wurde eine Ausleihe für den Rest der Saison innerhalb der Liga zum FC Groningen vereinbart. Für Groningen kam Bruns auf 16 von 17 möglichen Ligaspielen mit zwei Toren sowie zwei Entscheidungsspielen. In der Saison 2019/20 zunächst wieder zurück im Kader von Vitesse, wurde er, ohne zuvor für Arnheim gespielt zu haben, Mitte August 2019 für den Rest der Saison wiederum ligaintern an den PEC Zwolle ausgeliehen.

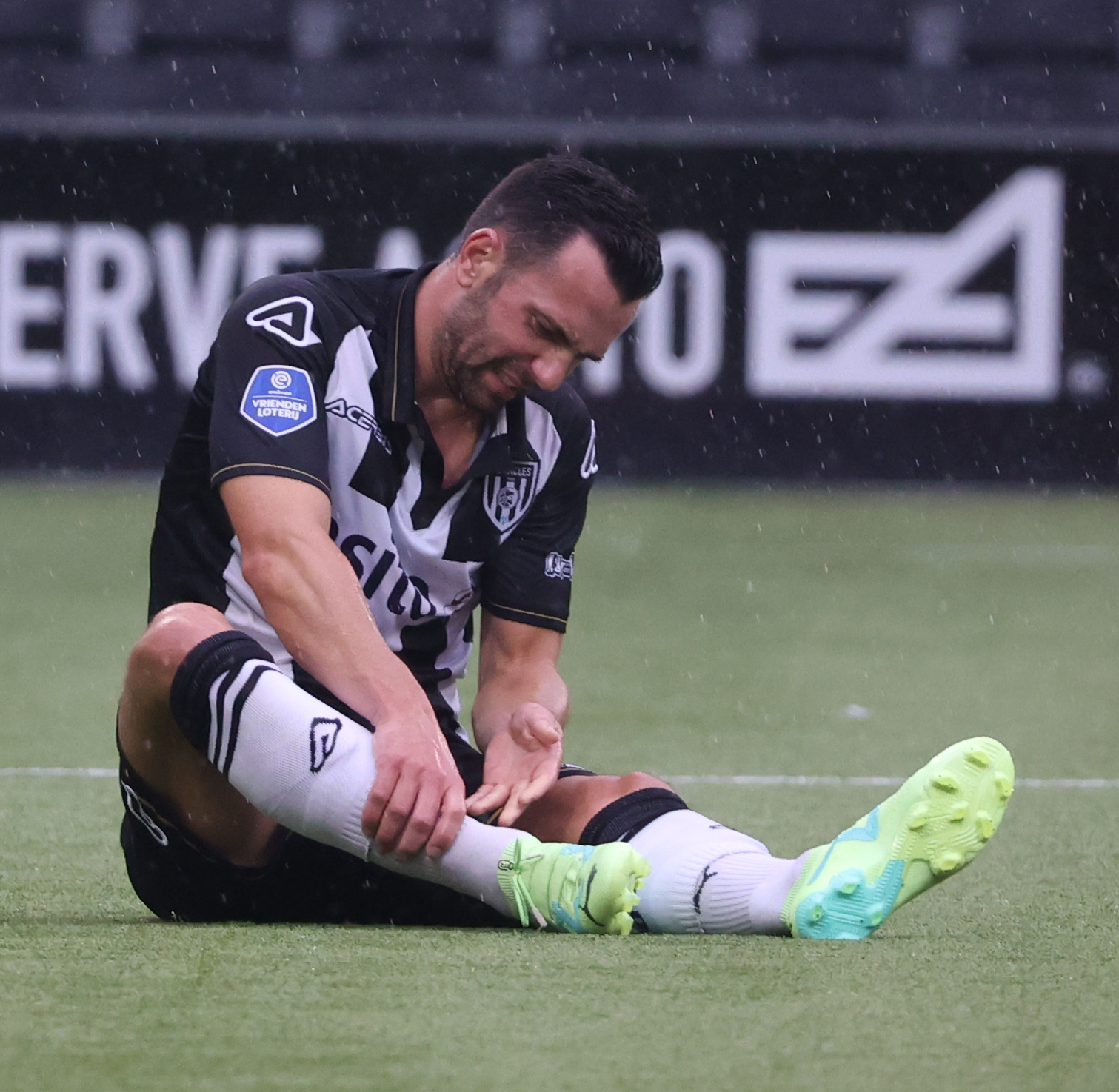
Bruns im Jahr 2023

Er bestritt 8 von 18 möglichen Ligaspielen für Zwolle, in denen er ein Tor schoss. Dazu kamen drei Spiele für die U 21-Mannschaft. Anfang Januar 2020 nahm er nicht am Winter-Trainingslager in Spanien teil. Verein und Spieler widersprachen sich dabei, ob der Verein dies nicht erlaubte oder es Bruns Wunsch war. Ende Januar 2020 wurde die Leihe abgebrochen und Bruns sofort erneut ausgeliehen – diesmal für den Rest der Saison an den VVV Venlo. Hier bestritt er alle möglichen sechs Ligaspiele bis zum Abbruch der Saison aufgrund der COVID-19-Pandemie.
In der Saison 2020/21 gehörte er wieder zum Kader von Vitesse Arnheim, erneut ein Verein der ersten Liga. Er bestritt 21 von 34 möglichen Ligaspielen sowie 2 Pokalspiele für den Verein.
Mitte August 2021 wechselte er in die Türkei zu Adanaspor, wo er einen Vertrag mit einer Laufzeit von zwei Jahren unterschrieb. Er bestritt dort 30 von 36 möglichen Ligaspielen, in denen er zwei Tore schoss, sowie zwei Pokalspiele. Anfang August 2022 trennte sich der Verein vorzeitig von ihm.
Er kehrte dann zu seinem ersten Verein Heracles Almelo zurück, wo er einen Vertrag mit einer Laufzeit von zwei Jahren unterschrieb. Almelo war zu dieser Saison in die Eerste Divisie abgestiegen.